# Šipki
Šipki is een plaats in de gemeente Lobor in de Kroatische provincie Krapina-Zagorje. De plaats telt 123 inwoners (2001).